# Janne Läspä
Janne Läspä (2 de abril de 2002) es un deportista de Finlandia que compite en atletismo. Ganó una medalla de oro en el Campeonato Mundial de Atletismo Sub-20 de 2021, en la prueba de lanzamiento de jabalina.